# Turpial alablanc
L' oriol de vores blanques (Icterus graceannae), conegut també com a Turpial alablanc, forma part del grup d''espècie dels oriols turpials, unaa sub-espècie d'au passeriforme de la família Icteridae, originària de l'Equador i el Perú. Habita els boscos secs i humits.
Va ser nomenat en 1867 pel naturalista John Cassin en honor de la seva protegida Graceanna Lewis. A causa de la seva distribució raonablement àmplia i la diversitat del seu hàbitat, la majoria dels experts consideren que l'amenaça d'una disminució important de la població és mínima. Les mides de la població mundial i els canvis de la població encara no s'han mesurat quantitativament. L'espècie segueix llistat com de risc mínim per Birdlife International.

## Descripció
Mesura 20,5 cm de longitud. El plomatge és groc daurat amb galtes, pitet i cua negres. Les ales són negres pel costat superior amb un pegat blanc a les plomes de vol i l'altre costat groc. La cua és negra amb la punta blanca.